# Veli Nieminen
Heikki Veli Nieminen (* 1. Februar 1886 in Tyrväntö; † 1. April 1936 in Hämeenlinna) war ein finnischer Sportschütze und Turner.

## Erfolge
Veli Nieminen nahm an drei Olympischen Spielen teil. 1908 in London trat er im Turnen an und sicherte sich im Mannschaftsmehrkampf die Bronzemedaille. Bei den Olympischen Spielen 1920 in Antwerpen gewann er in der Liegend-Position mit dem Armeegewehr im Mannschaftswettbewerb an der Seite von Kaarlo Lappalainen, Voitto Kolho, Vilho Vauhkonen und Magnus Wegelius ebenfalls die Bronzemedaille. Im Dreistellungskampf mit dem Freien Gewehr verpasste er dagegen als Vierter mit der Mannschaft einen Medaillengewinn. In zwei weiteren Disziplinen gelang Nieminen eine Top-Ten-Platzierung. 1924 blieb er ohne Medaillengewinn, mit dem Freien Gewehr erzielte er mit dem fünften Rang in der Mannschaftskonkurrenz sein bestes Ergebnis.
Von 1927 bis 1936 war Nieminen als Generalsekretär des finnischen Schützenbundes tätig und war von 1919 bis 1933 auch Mitglied von dessen Vorstand.